# Русское энтомологическое общество
Русское энтомологическое общество (РЭО) — межрегиональная общественная организация, объединяющая энтомологов — специалистов по насекомым. РЭО — одно из старейших научных биологических обществ страны. Основано в 1859 году сотрудниками Зоологического музея и петербургскими энтомологами-любителями. В советское время называлось «Всесоюзное энтомологическое общество» (ВЭО).
Главная задача общества — популяризация энтомологических знаний, помощь в преподавании энтомологии, развитие связей с зарубежными учёными. Центральный совет Общества находится в Санкт-Петербурге (Университетская наб., д.1). Президент общества — профессор, доктор биологических наук А. В. Селиховкин (Санкт-Петербург). В состав общества входят учёные-биологи, специализирующиеся в областях фундаментальных и прикладных наук, связанных с насекомыми и паукообразными.
В 1860 году в обществе состояло 106, в 1959—1960, в 1978—3130, в 2002—около 2 тысяч, в 2018—около 800 членов. С 1861 общество издаёт «Труды» («Horae Societatis Entomologicae Rossicae»), с 1901 — журнал «Энтомологическое обозрение» (до 1933 «Русское энтомологическое обозрение», ныне совместно с РАН).

## История
Основано в 1859 году сотрудниками Зоологического музея и петербургскими энтомологами-любителями и вначале включало даже представителей ботанической науки, так как в то время РЭО было единственным научным натуралистическим обществом Петербурга.
За всю 150-летнюю историю своего существования Общество несколько раз меняло своё название.
- 1859—1933 — Русское энтомологическое общество (РЭО)
- 1933—1945 — Государственное всероссийское энтомологическое общество
- 1945—1992 — Всесоюзное энтомологическое общество (ВЭО)
- 1992—1995 — Российское энтомологическое общество (РЭО)
- С 1995 — Русское энтомологическое общество (РЭО)

После распада СССР было решено преобразовать ВЭО на территории России в РЭО и 2 апреля 1992 г. состоялось реорганизационно-учредительное собрание (на правах съезда) энтомологов Санкт-Петербурга совместно с представителями российских отделений бывшего ВЭО. Однако уже через год (в апреле 1993) Российское энтомологическое общество было решено переименовать по причинам юридического характера (необходимость платить налог за использование слов «Россия»). Совет Общества решил вернуть его историческое название — РЭО, которое и было позднее утверждено Постановлением Бюро Отделения общей биологии РАН 27 марта 1995 года.

## Президенты
- 1860—1861, 1863—1864 — акад. К. М. Бэр
- 1861—1862 — акад. Ф. Ф. Брандт
- 1865—1866 — В. С. Семёнов
- 1867—1879 — О. И. Радошковский
- 1880—1889 — Э. К. Брандт
- 1890—1914 — П. П. Семёнов-Тян-Шанский
- 1914—1931 — А. П. Семёнов-Тян-Шанский
- 1931—1965 — акад. Е. Н. Павловский
- 1965—1971 — член-корр. АН СССР Г. Я. Бей-Биенко
- 1973—1985 — акад. М. С. Гиляров
- 1985—2009 — д.б.н. Г. С. Медведев
- 2009—2011 — д.б.н. В. И. Тобиас (и. о.)
- 2012—… — д.б.н. А. В. Селиховкин

## Почётные члены
| - Великий Князь Николай Михайлович - С. Н. Алфераки - К. В. Арнольди - Д. И. Берман (2017) - В. Ф. Болдырев (1953) - В. Н. Буров (2012) - Н. А. Вилкова (2017) - Н. Н. Винокуров (2012) - Р. Д. Жантиев (2012) - И. М. Кержнер - Ф. П. Кёппен - А. С. Константинов (2017) - С. Копонен (2012) (Koponen Seppo, Финляндия) - Н. П. Кривошеина (2012) - В. П. Кривохатский (2012) - Рой Кроусон - Н. П. Кристинсен (2012) (Kristinsen Niels Peder, Дания) - А. С. Лелей - И. К. Лопатин - Э. П. Нарчук (2017) - О. П. Негробов (2017) - В. А. Павлюшин - Войцех Пулавский (Woicjech Pulawski, San Francisco, США) (2002) | - А. П. Расницын (2004) - М. Н. Римский-Корсаков - А. П. Семёнов-Тян-Шанский (1909) - М. Г. Сергеев (2017) - С. М. Сольский - Б. Р. Стриганова - Н. А. Тамарина - Б. П. Уваров - В. П. Федоренко (2012) (Украина) - Н. А. Холодковский - С. Ю. Чайка (2017) - В. Б. Чернышев - С. С. Четвериков (1957) - И. Я. Шевырёв - Максимилиан де Шодуар - А. А. Штакельберг (1962) - Отто Штаудингер - Дитер Штюнинг (2012) (Stunning Dieter, Германия) - Е. М. Шумаков |